# Grotte des Fées (Châtelperron)

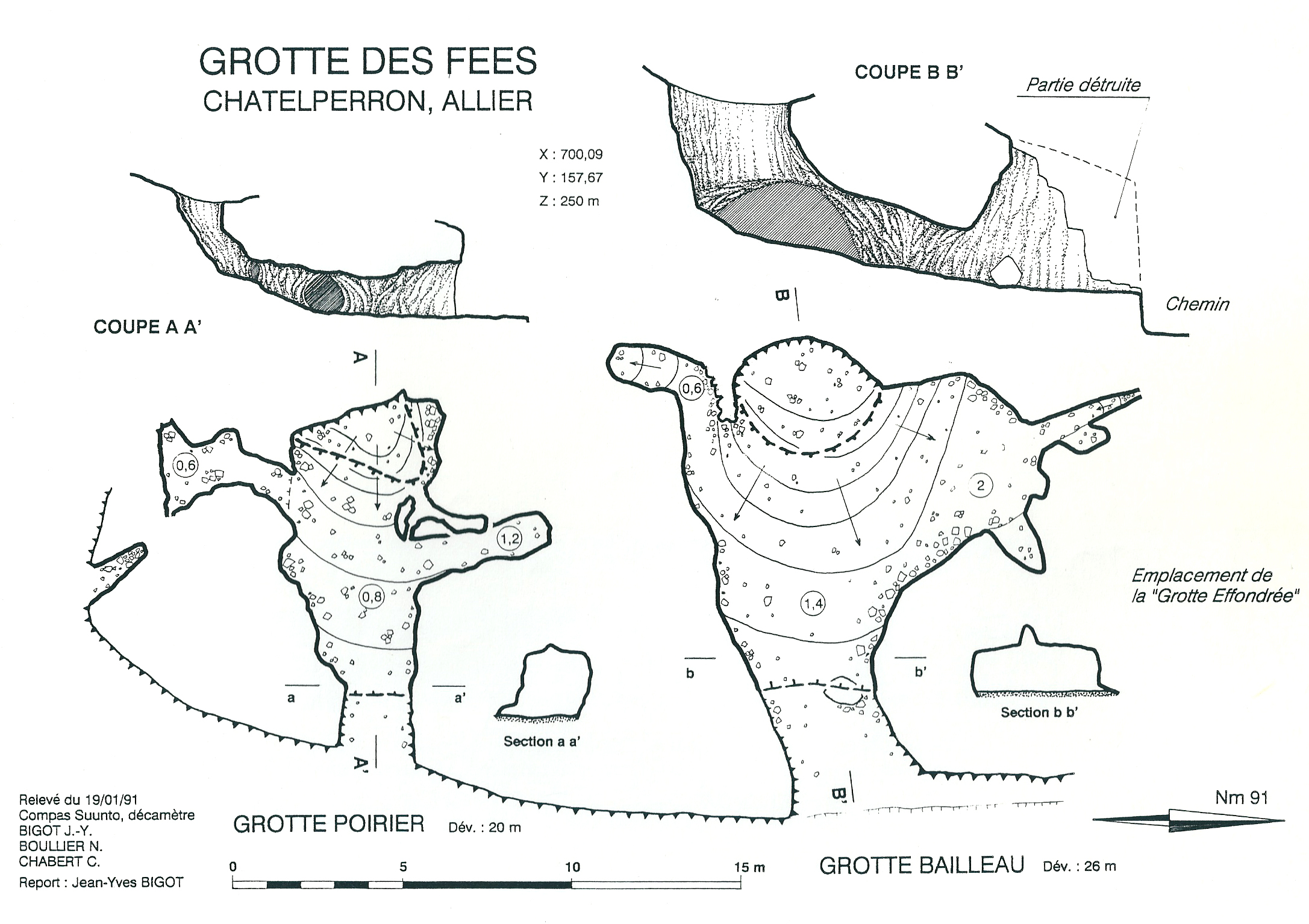
topografie van de grottes des Fées

De Grotte des Fées is de verzamelnaam van een reeks grotten in Châtelperron, in het Franse departement Allier, in de regio Auvergne-Rhône-Alpes. De Grotte des Fées wordt ook wel "Boîte aux Fées" of "Caves aux fées" genoemd.
Het complex herbergt een archeologische vindplaats die de typesite is van het Châtelperronien (± 38.000 tot - 32.000 jaar BP).

## Locatie
De grotten ligt 1,1 km ten noorden van het stadsmuseum, op de linkeroever (westkant) van de Graveron. 

## Beschrijving
De site bevat twee verschillende grotten:
- de grotte Bailleau, waarvan de lengte 26 m bedraagt
- de grotte Poirier, 10 m ten noorden van de vorige, met een lengte van 20 m

en de overblijfselen van: 
- de grotte Effondrée ("Ingestorte grot"), waarvan het plafond verdwenen is

De grotten vormden zich in de lacustriene kalksteen van het Aquitanien.

## Geschiedenis
Rond 1840, mogelijk in 1848, lag een spoorwegproject in de Graveron-vallei, dat de mijnen van Bert met Dompierre-sur-Besbre verbond, aan de basis van de ontdekking van de locatie van de Grotte des Fées. De spoorlijn vormde een lichte bocht ter hoogte van de rotsachtige uitloper, en werkzaamheden om de kromtestraal te verbeteren leidden tot de ontdekking van prehistorische voorwerpen voor de ingang van de grotten.
Albert Poirier, ingenieur van de Compagnie des Mines de Bert en verantwoordelijk voor de aanleg van de spoorlijn, was ook paleontoloog en groef de grot op die tegenwoordig zijn naam draagt.
Van 1867 tot 1872 groef Guillaume Bailleau de naar hem vernoemde grot op. Daar vond hij enkele duizenden bewerkte vuurstenen en mammoetslagtanden van meer dan 2 meter lang.
De grotte Effondrée werd in 1867 ontdekt door Bailleau, die later erkende dat het een grot was waarvan het plafond ingestort was. In de jaren vijftig voerde Henri Delporte, een specialist in het Aurignacien, opgravingen uit. Hij werkte daar van 1951 tot 1954 en in 1962 en benadrukte twee bezettingsniveaus, Mousterien en Châtelperronien, met gerugde vuurstenen klingen genaamd "Châtelperron-klingen", stekers, schrabbers en boren.
De twee grotten werden op 19 januari 1991 getopografeerd door Nicole Boullier, Claude Chabert en Jean-Yves Bigot.

## Bewoning
Een eerste bewoning vond plaats in het Moustérien, daarna in het Châtelperronien en het Aurignacien. De resultaten van de verschillende opgravingen hebben de controverse over het samenleven tussen anatomisch moderne mensen en neanderthalers aangewakkerd. Het Châtelperronien is een overgangsperiode tussen de komst van moderne mens en het verdwijnen van de neanderthaler, ook wel initieel laatpaleolithicum genoemd. In de stratigrafie van de site wordt het Châtelperron-niveau gemarkeerd door een lithische associatie gemaakt van Moustérien-vormen, punten van het Châtelperron-type, gegroefde klingen en schrabbers van het "Tarté-type". Deze associatie werd ook aangetroffen in Germolles, la Roche-au-Loup, la Ferrassie, Haurets (Ladaux) en Gargas.
De historische periode wordt vertegenwoordigd door enkele Gallo-Romeinse voorwerpen. 
In de 19e eeuw eeuw vestigde zich een wegwerker in de grot.

## Collecties
De meeste stenen gereedschappen bevinden zich nu in het British Museum en het Philadelphia Museum. Sommige stukken worden tentoongesteld in het Anne-de-Beaujeu-museum in Moulins en in het Musée d'Archéologie nationale in Saint-Germain-en-Laye. De tentoonstellingsruimte van Châtelperron, een Préhistorama geïnstalleerd in het oude station, toont alleen reproducties.

## Bescherming
Het gebouw werd in 1949 geclassificeerd als Monument historique.
- Virtual International Authority File: 315148841